# یائیر امادور
یائیر امادور (انگلیسی: Jair Amador؛ زادهٔ ۲۱ اوت ۱۹۸۹) بازیکن فوتبال اهل پرتغال است.
از باشگاه‌هایی که در آن بازی کرده‌است می‌توان به باشگاه فوتبال اوئسکا اشاره کرد.